# Inoue Takahiro
Takahiro Inoue (sinh ngày 16 tháng 8 năm 1980) là một cầu thủ bóng đá người Nhật Bản.

## Sự nghiệp câu lạc bộ
Takahiro Inoue đã từng chơi cho Avispa Fukuoka.